# Comités de Campesinos Pobres

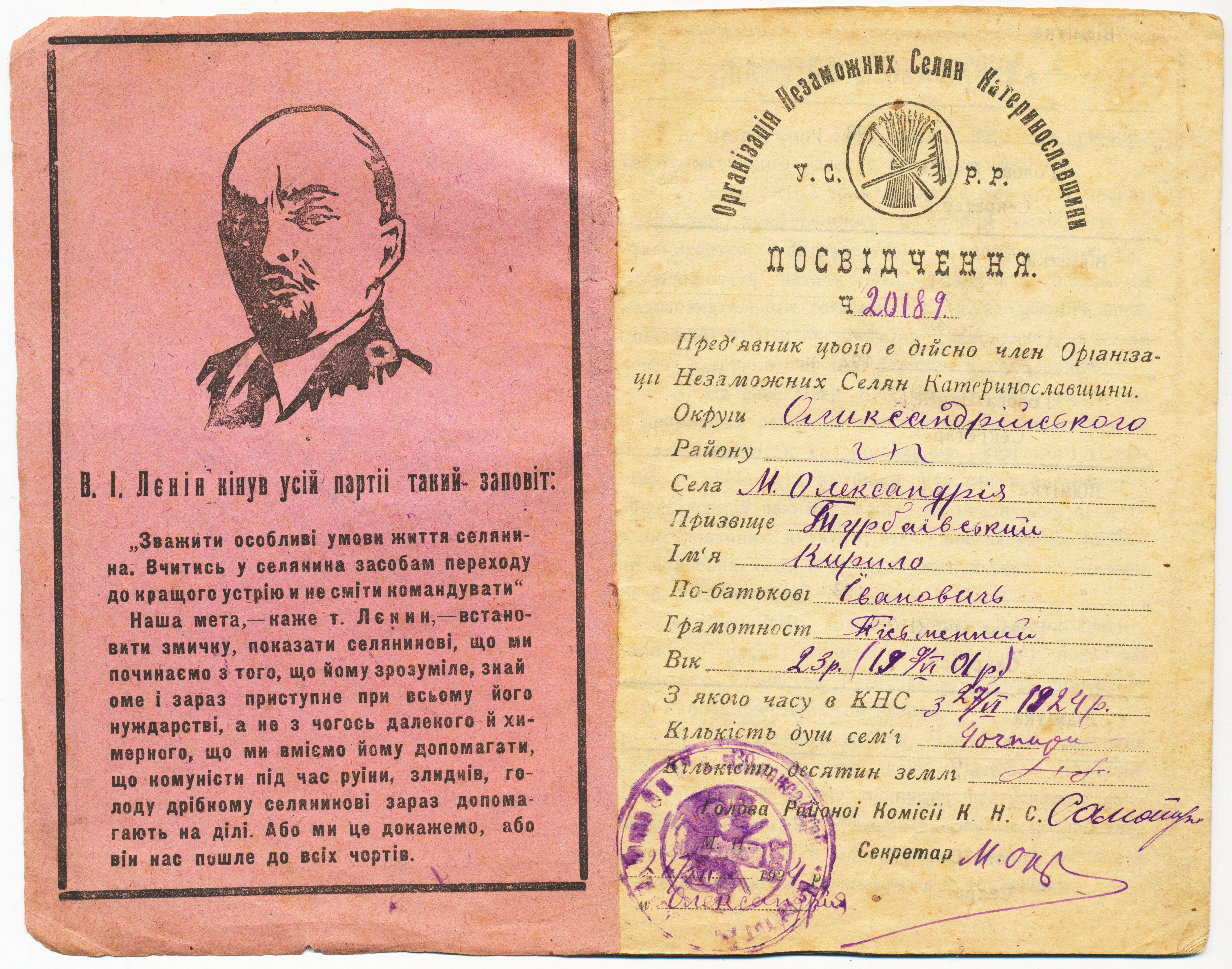
Tarjeta de miembro de la organización de los campesinos pobres, 1924.

Los Comités de Campesinos Pobres (ruso: Комитеты Бедноты), también llamados kombéds por su nombre en ruso komitety bednoty, fueron establecidos durante la segunda mitad de 1918 en la Rusia soviética como instituciones locales que agrupasen a los campesinos empobrecidos para hacer avanzar la política gubernamental de los bolcheviques. Los comités estaban básicamente encargados de la requisa de grano en nombre del Estado soviético así como de la distribución en el medio rural de bienes manufacturados procedentes de las zonas industrializadas. Los kombéds cayeron rápidamente en disputas entre el grueso del campesinado en torno a los abusos de sus miembros, que eran habitualmente ajenos a la aldea y eran pagados a comisión por el Estado por el grano obtenido. La necesidad del Gobierno bolchevique de establecer relaciones más estrechas con el campesinado durante la Guerra Civil Rusa llevó a la unificación de los Comités de Campesinos Pobres con los sóviets de aldea, comenzando en diciembre de 1918. 

## Historia institucional

### Establecimiento
En la primavera de 1918, existía una situación de falta de abastecimientos alimentarios en las ciudades de la Rusia Soviética y la producción manufacturera amenazaba con detenerse. Las asambleas locales de aldea eran insuficientes para la tarea de reunir productos alimenticios para las ciudades, una crisis que los bolcheviques atribuían a la dominación del gobierno local por ricos oponentes del nuevo régimen.
Se deseaba por tanto una nueva guerra de clases para empoderar a los pobres rurales en apoyo del régimen soviético. Según la doctrina bolchevique, el campesinado ruso estaba dividido en tres categorías: campesinos pobres (bednyáks), individuos que estaban forzados a vender su fuerza de trabajo a otros para sobrevivir y eran por tanto vistos como aliados naturales del nuevo régimen soviético; campesinos medios (serednyáks), que llevaban a cabo tareas agrícolas en pequeñas fincas de su propiedad y con su propio trabajo; y campesinos ricos (kuláks), grandes propietarios que se beneficiaban a través de la fuerza de trabajo alquilada de otros.
El 11 de junio de 1918, la Comisaría del Pueblo de Abastecimientos (Narkomprod) de la Rusia soviética fue encargada por instrucciones del Comité Ejecutivo Central Panruso del Congreso Panruso de los Sóviets de establecer una nueva institución para ayudarle a reunir abastecimientos alimenticios para las hambrientas ciudades del país, los Comités de Campesinos Pobres.
La pertenencia a esos kombéds sería denegada a todos los campesinos ricos así como a aquellos que alquilasen fuerza de trabajo o acaparasen un superávit de grano.
A los kombéds se les dio la tarea de ayudar a localizar y confiscar superávit de grano de otros campesinos de la misma aldea. Los grupos fueron también colocados a cargo de la distribución de comida, bienes manufacturados, y todos aquellos complementos agrícolas limitados que estuviesen disponibles para los vecinos de la aldea. Esta actividad inevitablemente llevó a los miembros del kombed a entrar en conflicto con otros campesinos de la aldea a los que se requisaba grano.

### Naturaleza
Según la visión de algunos expertos, los kombéds estaban lastrados por una pobre comprensión de la verdadera esencia del campesinado soviético. Según la visión del historiador Orlando Figes:

«La mayoría de las aldeas se veían a sí mismas como comunidades agrarias de miembros iguales relacionadas por el parentesco –habitualmente se autodenominaban 'familia campesina'– y como tales eran hostiles a la idea de un cuerpo separado para los pobres. Ambos fracasaron en elegir un 'kombed', dejándolo para agitadores foráneos, o también creaban uno donde todos los campesinos se unían sobre la base de que todos los vecinos eran pobres... Los campesinos pobres simplemente no eran conscientes de sí mismos como 'proletarios'. Todos se veían a sí mismos como compañeros de vecindad y miraban los esfuerzos de los bolcheviques de escindirles con sospecha y hostilidad.»

«Consecuentemente, la mayoría de los 'kombedy' fueron creados por elementos foráneos a la comunidad. Estos no eran los campesinos pobres sino inmigrantes de zonas urbanas y soldados, obreros sin tierra, y jornaleros excluidos de la tierra comunal... Desconectados de la comunidad campesina, de la cual dependía todo el gobierno rural, fueron incapaces de llevar a cabo sus tareas sin recurrir a la violencia. Requisaron la propiedad privada, cometieron arrestos ilegales, profanaron las iglesias, y generalmente aterrorizaron a los campesinos. Era más bien como una mafia local que como un órgano del Estado soviético.»
Figes remarca que muchos miembros de estos kombéds requirieron rápidamente a esa brutalidad en la desesperada lucha para procurar recursos alimenticios y suministros militares y que a veces fueron una vía para que oficiales locales operasen redes de corrupción y extorsión al campesinado.
La amplia mayoría de miembros de los Comités de Campesinos Pobres no estaban afiliados al Partido Comunista, con una mayoría catalogada como individuos sin partido y una pequeña minoría catalogada en los informes oficiales como simpatizantes del partido. La mayoría, sin embargo, eran partidarios de la Revolución de 1917, y muchos se veían a sí mismos como auténticos representantes del Gobierno del pueblo y buscaban llevar a cabo sus deberes asignados lealmente.

### Disolución y legado
En el otoño de 1918, la necesidad del Estado soviético de forjar relaciones más estrechas con el campesinado ante los retos de la Guerra Civil Rusa y un deseo de eliminar el emergente doble poder en cada aldea entre el kombed y el sóviet local, llevó a presionar por la abolición de los kombéds y a transferir sus funciones a los sóviets de aldea.
Además de alienar a la inmensa mayoría de las masas del campesinado del Estado soviético a través de sus habituales métodos abusivos de requisa de granos, los kombéds acabaron siendo vistos adicionalmente como una institución que usurpaba la autoridad de las instituciones regulares del Gobierno soviético, los sóviets de aldea.
El 2 de diciembre de 1918, el Comité Ejecutivo Central del Congreso de los Sóviets de Rusia decretó la unificación de los kombéds con los sóviets de aldea. Los kombéds fueron de este modo eliminados efectivamente como muy tarde en la primavera de 1919. 
Aunque su establecimiento fue breve, durando menos de un año, el número de kombéds establecido en la Rusia soviética fue amplio y su influencia en 1918-1919 fue penetrante. Según el historiador soviético V. R. Garasimiuk, fueron establecidos un total de 131.637 kombéds en las diversas provincias de la Rusia soviética en este periodo.